# Provinz Cercado (Cochabamba)
Die Provinz Cercado liegt im zentralen Teil des Departamento Cochabamba im südamerikanischen Anden-Staat Bolivien.

## Lage
Die Provinz ist eine von sechzehn Provinzen im Departamento Cochabamba. Sie grenzt im Westen an die Provinz Quillacollo, im Süden an die Provinz Capinota, im Südosten an die Provinz Esteban Arce und im Osten an die Provinz Chapare.
Die Provinz erstreckt sich etwa zwischen 17° 17' und 17° 32' südlicher Breite und 66° 29' und 66° 42' westlicher Länge, ihre Ausdehnung von Westen nach Osten beträgt 22 Kilometer, von Norden nach Süden 28 Kilometer.

## Bevölkerung
Die Einwohnerzahl der Provinz Cercado ist in den vergangenen drei Jahrzehnten um mehr als die Hälfte angestiegen:
| Jahr | Einwohner | Quelle       |
| ---- | --------- | ------------ |
| 1992 | 414.307   | Volkszählung |
| 2001 | 517.024   | Volkszählung |
| 2012 | 630.587   | Volkszählung |
| 2024 | 661 484   | Volkszählung |

36,7 Prozent der Bevölkerung sind jünger als 15 Jahre, der Alphabetisierungsgrad in der Provinz beträgt 92,9 Prozent. (1992)
98,0 Prozent der Bevölkerung sprechen Spanisch, 51,5 Prozent Quechua und 8,6 Prozent Aymara. (1992)
8,6 Prozent der Bevölkerung haben keinen Zugang zu Elektrizität, 25,0 Prozent leben ohne sanitäre Einrichtung (1992).
86,8 Prozent der Einwohner sind katholisch, 8,9 Prozent sind evangelisch (1992).

## Gliederung
Die Provinz Cercado besteht aus nur einem einzigen Municipio:
- Municipio Cochabamba

## Ortschaften in der Provinz Cercado
- Cochabamba 661.484 Einw.